# Nick Emmanwori
Nicholas Ovundah Eze Emmanwori (Greensboro, 7 febbraio 2004) è un giocatore di football americano statunitense che milita nel ruolo di safety per i Seattle Seahawks della National Football League (NFL).

## Carriera universitaria
All'inizio della sua prima stagione a South Carolina, nel 2022, lo staff degli allenatori era incerto se utilizzare Emmanwori come linebacker o come safety, optando alla fine per quest'ultimo ruolo. Nelle prime due partite come titolare nel college football mise a segno rispettivamente 11 e 14 tackle contro Arkansas e Georgia. Già nella sua prima stagione divenne un giocatore chiave per i Gamecocks, guidando la squadra con 78 placcaggi e venendo inserito nella formazione ideale dei debuttanti della Southeastern Conference (SEC). Nel 2024 fu inserito nella formazione ideale della SEC e premiato come All-American dall'Associated Press.

## Carriera professionistica

### Seattle Seahawks
Emmanwori fu scelto nel corso del secondo giro (35º assoluto) del Draft NFL 2025 dai Seattle Seahawks. Scelse di indossare la maglia numero 3 in onore dell'ex quarterback dei Seahawks Russell Wilson, di cui era tifoso in gioventù.